# Víctor Zapata
Víctor Eduardo Zapata (San Martín, Provincia de Buenos Aires, Argentina; 20 de enero de 1979) es un exfutbolista argentino. Jugaba como mediocampista por izquierda y su primer equipo fue Argentinos Juniors. Su último club antes de retirarse fue Chacarita Juniors. Es hermano del futbolista Elías Zapata. Tiene un hijo, Mateo Zapata.

## Trayectoria

### Sus inicios
Empezó a jugar a los 13 años en el baby, pasó por la escuelita de Chacarita, se probó en Central Ballester y quedó en Juventud Unida, donde debutó y estuvo un año y medio en Primera. Se fue a probar a Argentinos Juniors junto a un compañero de Juventud Unida por aquel entonces como lateral o mediocampista por izquierda.

### River y paso por España
Un año después luego de grandes apariciones fue fichado por River Plate, en el cual comienzo poco a poco. Tuvo su etapa difícil donde pése a que según él Corría, metía y la gente no me lo reconocía, con el tiempo el Chapa se fue ganando el cariño de la gente riverplatense. En el club Millonario logró los torneos Apertura 1999, Clausura 2000, Clausura 2002 y Clausura 2003 usando nada más ni nada menos una camiseta con tanta historia como la "11". El Chapa logró una buena primera etapa en River Plate, alternando titularidad con suplencia, donde pudo jugar con jugadores de la talla de Pablo Aimar, Javier Saviola, Juan Pablo Ángel, Mario Yepes, Diego Placente y el "Burrito" Ortega.
En el 2004, sin lugar en River, parte hacia España para jugar en el recién ascendido Real Valladolid, equipo en donde no tuvo una gran participación, pero según expreso él en una nota para la revista El Gráfico, allí el Chapa aprendió a jugar a dos toques, a mostrarse y a ser más preciso con la pelota. Fue en Valladolid donde aprendió a jugar como doble 5.
En su segunda etapa por el club, ya con un ídolo "millonario" como lo era Daniel Passarella como DT, seguidamente entraba desde el banco de suplentes y se supo destacar por su gran pegada a los tiros libres.

### Vélez
Fichó por Vélez Sarsfield en el año 2007 y se transformó progresivamente en uno de los máximos referentes del plantel, que consiguió dos títulos locales y llegó a instancias de semifinales tanto en Copa Libertadores y Copa Sudamericana. A nivel individual, Zapata fue convocado a la Selección Argentina. Disputó 135 partidos con el equipo de Liniers, marcó 8 goles y se descató por sus asistencias y por su gran nivel como doble cinco o volante por izquierda. En Vélez Sársfield, el Chapa es considerado un referente de los últimos años de la institución, que se ganó el cariño de la gente a tal punto que lo llaman Caudillo.

### Independiente
Luego de su gran paso por Vélez, en junio de 2012 el jugador decide no renovar con el club, alegando que ya había cumplido su etapa en aquel club y ficha por Independiente, firmando por 2 años con opción a 1 más. En el Rojo estuvo acompañando de sus excompañeros de River, Ernesto Farias, Eduardo Tuzzio, Osmar Ferreyra, Jonathan Santana y Cristian Tula.
El Chapa arrancó el torneo de titular jugando la primera fecha contra Newell's Old Boys, pero estuvo parado varias semanas debido a una contractura que se le complicó y porque también el "Tolo" Gallego lo mandó a hacer una mini pretemporada por una semana para que recupere su estado físico, finalmente ya recuperado pudo volver a jugar por la fecha 8 del Campeonato de Primera División ante All Boys que fue empate 1-1 en el Libertadores de América y también disputó el partido de ida de los octavos de final de la Sudamericana que ganó Independiente 2-1, teniendo el Chapa una regular actuación.
Víctor cumplió una gran actuación en la primera victoria en el campeonato de los Diablos Rojos, tras 15 partidos sin victorias (teniendo en cuenta que esta racha ya había sido rota en la victoria por la Copa Sudamericana contra Liverpool de Uruguay), fue por 2-1 en condición de visitante con un doblete de Ernesto Farías. El Chapa gran partido, robando pelotas claves, abriendo la cancha y profundizando avances para el conjunto de Avellaneda.
Volvió a repetir una gran actuación en la victoria 2-0 en la fecha 10 del Campeonato frente a Atlético Rafaela, el Chapa cumplió con una destacadísima actuación solamente opacada por el partido monumental de Roberto Battión y Ernesto Farías, distribuyendo juego, habilitando a sus compañeros y siendo un líder muy positivo dentro de la cancha. Luego el 20 de diciembre de 2012, Víctor rescindió su contrato con el club debido a que el DT, Americo Gallego, no lo iba a tener en cuenta para el próximo torneo. Luego el jugador tuvo una charla con el DT del Rojo quién decidió hacer borrón y cuenta nueva para que Zapata nuevamente se incorpore al club de Avellaneda.

### Chacarita
A mediados de 2014 Víctor firma por Chacarita Juniors, el club de sus amores dirigido en ese entonces por Fabián Itabel. El objetivo del funebrero era ascender directamente sin escalas, por eso se formó un gran equipo con figuras como el chapa, Damián Manso y Facundo Melivillo.
Zapata aportó mucha experiencia al funebrero, y mucha paciencia, dando exquisitos pases y ayudando en la recuperación. Juega actualmente de doble 5 con Mellado, comparten la mitad de la zaga.
El 2 de octubre el Chapa tiene un bautizo de gol con la tricolor, y nada más y nada menos que en clásico contra Atlanta en el último minuto, otorgándole la victoria al funebrero por 1 - 0. 
Chacarita ascendió a la B Nacional con Zapata siendo titular y uno de los referentes del plantel. Al comienzo del torneo de segunda división, el equipo se mostró candidato a pelear por los primeros lugares, pero debido a la cantidad de jugadores lesionados (incluyéndolo a Zapata) el rendimiento del equipo comenzó a caer y cuando "el Chapa" se reincorporó al plantel se encontró con un "Chaca" peleando por últimos puestos y un equipo totalmente desanimado. Luego de la renuncia del director técnico Aníbal Biggeri y del mal momento que pasaba el club por los resultados, Zapata decidió retirarse, dejando así una exitosa carrera en el fútbol argentino.

## Selección nacional
En 2005 el entrenador José Néstor Pékerman lo convocó a la Selección Argentina de cara al amistoso frente a México, donde hizo su debut con la camiseta albiceleste.
Debieron pasar seis años para que volviera a formar parte del seleccionado nacional. En 2011 el entrenador Alejandro Sabella lo puso como titular en el partido de ida ante Brasil en el marco del denominado Superclásico de las Américas.

## Estadísticas
- Actualizado al final de su carrera deportiva

### Clubes
| Club                         | Div.                | Temporada           | Liga | Liga | Copa Nacional | Copa Nacional | Copa Internacional | Copa Internacional | Total | Total |
| Club                         | Div.                | Temporada           | PJ   | G    | PJ            | G             | PJ                 | G                  | PJ    | G     |
| ---------------------------- | ------------------- | ------------------- | ---- | ---- | ------------- | ------------- | ------------------ | ------------------ | ----- | ----- |
| Argentinos Juniors Argentina |                     |                     |      |      |               |               |                    |                    |       |       |
| 1.ª                          | 1998/99             | 15                  | 4    | -    | -             | -             | -                  | 15                 | 4     |       |
| Total                        | Total               | 15                  | 4    | -    | -             | -             | -                  | 15                 | 4     |       |
| River Plate Argentina        |                     |                     |      |      |               |               |                    |                    |       |       |
| 1.ª                          | 1999/00             | 19                  | 4    | -    | -             | 5             | 1                  | 24                 | 5     |       |
| 1.ª                          | 2000/01             | 27                  | 2    | -    | -             | 13            | 1                  | 40                 | 3     |       |
| 1.ª                          | 2001/02             | 26                  | 1    | -    | -             | 9             | 0                  | 35                 | 1     |       |
| 1.ª                          | 2002/03             | 33                  | 1    | -    | -             | 9             | 0                  | 42                 | 1     |       |
| 1.ª                          | 2003/04             | 4                   | 0    | -    | -             | -             | -                  | 4                  | 0     |       |
| 1.ª                          | 2004/05             | 23                  | 2    | -    | -             | 12            | 1                  | 35                 | 3     |       |
| 1.ª                          | 2005/06             | 32                  | 2    | -    | -             | 7             | 1                  | 39                 | 3     |       |
| 1.ª                          | 2006/07             | 28                  | 3    | -    | -             | 6             | 0                  | 34                 | 3     |       |
| Total                        | Total               | 192                 | 15   | -    | -             | 61            | 4                  | 253                | 19    |       |
| Real Valladolid · España     |                     |                     |      |      |               |               |                    |                    |       |       |
| 1.ª                          | 2003/04             | 25                  | 2    | 2    | 0             | -             | -                  | 27                 | 2     |       |
| Total                        | Total               | 25                  | 2    | 2    | 0             | -             | -                  | 27                 | 2     |       |
| Vélez Sarsfield Argentina    |                     |                     |      |      |               |               |                    |                    |       |       |
| 1.ª                          | 2007/08             | 30                  | 3    | -    | -             | -             | -                  | 30                 | 3     |       |
| 1.ª                          | 2008/09             | 34                  | 3    | -    | -             | -             | -                  | 34                 | 3     |       |
| 1.ª                          | 2009/10             | 25                  | 1    | -    | -             | 11            | 1                  | 36                 | 2     |       |
| 1.ª                          | 2010/11             | 29                  | 2    | -    | -             | 11            | 0                  | 40                 | 2     |       |
| 1.ª                          | 2011/12             | 22                  | 0    | 1    | 0             | 12            | 0                  | 35                 | 0     |       |
| Total                        | Total               | 140                 | 9    | 1    | 0             | 34            | 1                  | 175                | 10    |       |
| Independiente Argentina      |                     |                     |      |      |               |               |                    |                    |       |       |
| 1.ª                          | 2012/13             | 12                  | 0    | 1    | 0             | 2             | 0                  | 15                 | 0     |       |
| Total                        | Total               | 12                  | 0    | 1    | 0             | 2             | 0                  | 15                 | 0     |       |
| Unión Argentina              |                     |                     |      |      |               |               |                    |                    |       |       |
| 2.ª                          | 2013/14             | 16                  | 0    | 1    | 0             | -             | -                  | 17                 | 0     |       |
| Total                        | Total               | 16                  | 0    | 1    | 0             | -             | -                  | 17                 | 0     |       |
| Chacarita Juniors Argentina  |                     |                     |      |      |               |               |                    |                    |       |       |
| 3.ª                          | 2014                | 20                  | 1    | -    | -             | -             | -                  | 20                 | 1     |       |
| 2.ª                          | 2015                | 12                  | 0    | -    | -             | -             | -                  | 12                 | 0     |       |
| Total                        | Total               | 32                  | 1    | -    | -             | -             | -                  | 32                 | 1     |       |
| Total en su carrera          | Total en su carrera | Total en su carrera | 432  | 31   | 5             | 0             | 97                 | 5                  | 534   | 36    |

### Selección
| Selección           | Año                 | Amistosos | Amistosos | Sudamérica | Sudamérica | Mundial | Mundial | Total | Total |
| Selección           | Año                 | PJ        | G         | PJ         | G          | PJ      | G       | PJ    | G     |
| ------------------- | ------------------- | --------- | --------- | ---------- | ---------- | ------- | ------- | ----- | ----- |
| Absoluta Argentina  |                     |           |           |            |            |         |         |       |       |
| 2005                | 1                   | 0         | -         | -          | -          | -       | 1       | 0     |       |
| 2011                | 1                   | 0         | -         | -          | -          | -       | 1       | 0     |       |
| Total               | 2                   | 0         | -         | -          | -          | -       | 2       | 0     |       |
| Total en su carrera | Total en su carrera | 2         | 0         | -          | -          | -       | -       | 2     | 0     |

## Palmarés

### Campeonatos nacionales
| Título           | Club            | País      | Año    |
| ---------------- | --------------- | --------- | ------ |
| Primera División | River Plate     | Argentina | A-1999 |
| Primera División | River Plate     | Argentina | C-2000 |
| Primera División | River Plate     | Argentina | C-2002 |
| Primera División | River Plate     | Argentina | C-2003 |
| Primera División | Vélez Sarsfield | Argentina | C-2009 |
| Primera División | Vélez Sarsfield | Argentina | C-2011 |